# Корсико
Корсико (итал. Corsico) — город в Италии, в провинции Милан области Ломбардия.
Население составляет 33 694 человека (на 2004 г.), плотность населения составляет 6351 чел./км². Занимает площадь 5,42 км². Почтовый индекс — 20094. Телефонный код — 02.
Покровительницей коммуны почитается Пресвятая Богородица (Madonna della Cintura), празднование в понедельник после третьего воскресения сентября.

## Города-побратимы
- Малакоф, Франция (1970)
- Матаро, Испания (1993)
- Регла, Куба (2003)